# Alec Guinness
Sir Alec Guinness de Cuffe (Londra, 2 aprile 1914 – Midhurst, 5 agosto 2000) è stato un attore britannico.
Considerato tra i maggiori attori inglesi del XX secolo al fianco di John Gielgud e Laurence Olivier, intraprese la carriera artistica sui palcoscenici teatrali, affermandosi presto come "uno dei più completi interpreti shakespeariani" fino ad approdare allo storico teatro londinese Old Vic.
Guinness è tuttavia principalmente conosciuto come attore cinematografico, in particolare per le sue collaborazioni col regista David Lean, che gli fece interpretare diversi ruoli che lo resero familiare al grande pubblico: Herbert Pocket in Grandi speranze (1946), Fagin in Le avventure di Oliver Twist (1948), il colonnello Nicholson in Il ponte sul fiume Kwai (1957), che gli valse il premio Oscar al miglior attore, il principe Faisal in Lawrence d'Arabia (1962), Yevgraf ne Il dottor Živago (1965) e il professor Godbole in Passaggio in India (1984). Si segnalano anche le celebri interpretazioni dell'erede al trono di Ungheria Principe Alberto a fianco di Grace Kelly ne Il cigno (1956), di Adolf Hitler nel film Gli ultimi 10 giorni di Hitler (1973), del maestro jedi Obi-Wan Kenobi nell'originale trilogia di Guerre stellari diretta da George Lucas, e quella del Conte di Dorincourt ne Il piccolo Lord (1980).

## Biografia

### I primi anni
Guinness nacque al n. 155 di Lauderdale Mansions South, Lauderdale Road, Maida Vale, Londra col nome di Alec Guinness de Cuffe. Il nome da nubile di sua madre era Agnes Cuff ed era nata nel 1890 da Edward Cuff e da Mary Ann Benfield. Dal certificato di nascita di Guinness risulta il nome completo della madre, ma nello spazio per il solo nome viene riportato nome e cognome nella forma Alec Guinness, mentre il nome del padre è lasciato bianco.
L'identità del padre di Guinness non è mai stata ufficialmente confermata anche se si è ritenuto che egli discendesse dalla famiglia anglo-irlandese dei Guinness. Egli ebbe a ogni modo una figura chiave della sua vita, il banchiere scozzese Andrew Geddes, il quale sostenne i costi per i suoi studi privati. Geddes faceva visita occasionalmente a Guinness e a sua madre, presentandosi come uno zio. Guinness cominciò però sempre più a disinteressarsi a sua madre, ancor più quando questa si risposò con un uomo violento, rimasto scioccato psicologicamente da una ferita riportata nella Guerra d'indipendenza irlandese.

### L'inizio della carriera e il servizio in guerra
Guinness lavorò dapprima come copiatore, cominciando ufficialmente il suo percorso artistico in teatro all'età di 20 anni, ancora studente, ricoprendo una parte in Libel, che aprì la stagione del vecchio King's Theatre a Hammersmith, e quindi venne trasferito al Playhouse, quando il suo status venne elevato ad attore a pieno titolo e il suo salario portato a una sterlina alla settimana. Egli apparve dunque all'Albery Theatre nel 1936, all'età di 22 anni, nel ruolo di Osric nell'Amleto di John Gielgud. Nello stesso anno firmò un contratto con l'Old Vic, ove ebbe la possibilità di recitare in alcuni ruoli classici. Durante questo periodo collaborò con attori e attrici che sarebbero poi divenuti suoi grandi amici e co-protagonisti dei suoi film in futuro, tra cui John Gielgud, Peggy Ashcroft, Anthony Quayle e Jack Hawkins. Ebbe una particolare ammirazione per Stan Laurel.
Guinness proseguì la carriera continuando a interpretare ruoli shakespeariani. Nel 1937 fu Aumerle nel Riccardo II e Lorenzo ne Il mercante di Venezia sotto la direzione di John Gielgud. Prese parte nel 1938 alla produzione dell'Amleto che gli valse il plauso del pubblico americano. Apparve come Romeo nella produzione di Romeo e Giulietta (1939), fu Andrew Aguecheek ne La dodicesima notte, Exeter nell'Enrico V nel 1937, antagonista di Laurence Olivier, e Ferdinand ne La tempesta, antagonista di Gielgud nel ruolo di Prospero. Nel 1939 adattò per il palcoscenico la novella Grandi speranze di Charles Dickens, riservandosi il ruolo di Herbert Pocket. La rappresentazione fu un successo e uno degli spettatori era proprio il giovane David Lean, che dirigerà poi Guinness in questo ruolo nella versione cinematografica del 1946.
Durante la seconda guerra mondiale entrò nella Royal Navy Volunteer Reserve, servendo dapprima come marinaio sino al 1941 e poi ottenendo il grado di ufficiale dall'anno successivo. Ottenne quindi il comando di un'imbarcazione che prese parte all'invasione della Sicilia e dell'Elba e poi si occupò del trasporto di vettovaglie e rifornimenti ai partigiani iugoslavi. Durante la guerra, gli vennero accordati dei permessi per apparire in Flare Path di Terence Rattigan.

### La carriera sul palcoscenico dopo la guerra
Guinness fece ritorno all'Old Vic nel 1946 e vi rimase sino al 1948, interpretando il ruolo di Abel Drugger in L'alchimista di Ben Jonson, del pazzo nel Re Lear con Laurence Olivier nel ruolo di protagonista, di DeGuiche nel Cyrano de Bergerac con Ralph Richardson nel ruolo di protagonista, e infine apparendo egli stesso come protagonista nel Riccardo II di Shakespeare. Dopo aver lasciato l'Old Vic, ebbe il ruolo di Eric Birling in Un ispettore in casa Birling di J. B. Priestley al New Theatre nell'ottobre del 1946. Fu l'ospite inatteso in Cocktail Party (1950) tratto da T. S. Eliot. Per la terza volta mise in scena l'Amleto, questa volta però sotto la propria direzione al New Theatre (1951), che si rivelò però un insuccesso.
Invitato dall'amico Tyrone Guthrie a prendere parte alla prima stagione dello Stratford Festival del Canada, Guinness visse per un breve periodo a Stratford, nell'Ontario. Vinse un Tony Award per le sue performance a Broadway, in particolare nel ruolo del poeta Dylan Thomas in Dylan. Fu quindi protagonista nel Macbeth con Simone Signoret al Royal Court Theatre nel 1966, altro notevole fallimento. Fece l'ultima apparizione in teatro al Comedy Theatre il 30 maggio 1989, nella commedia A Walk in the Woods. In tutto, tra il 2 aprile 1934 e il 30 maggio 1989, recitò in 77 parti teatrali.

### La carriera cinematografica
In ambito cinematografico, Guinness fu uno dei maggiori interpreti delle Ealing Comedies, facendosi particolarmente notare quando interpretò otto ruoli diversi in Sangue blu (1949). Altri film di questo periodo furono L'incredibile avventura di Mr. Holland, La signora omicidi e Lo scandalo del vestito bianco. Nel 1952, il regista Ronald Neame lo scritturò nel suo primo ruolo romantico, assieme a Petula Clark, in Asso pigliatutto. Nel 1951, venne riconosciuto come una delle star inglesi più popolari del momento.
Tra gli altri film di questo periodo, da ricordare Il cigno (1956) con Grace Kelly, nel suo ultimo film da protagonista; La bocca della verità (1958) nel quale interpretò il ruolo del pittore ubriacone Gulley Jimson, per il quale venne candidato a un Academy Award; ebbe il ruolo di protagonista ne Il nostro agente all'Avana (1959) di Carol Reed, quello di Marco Aurelio in La caduta dell'Impero romano (1964); recitò in Quiller Memorandum e Hotel Paradiso (entrambi del 1966), fu il fantasma di Marley in La più bella storia di Dickens (1970), Carlo I in Cromwell (1970), Papa Innocenzo III in Fratello sole, sorella luna (1971) di Franco Zeffirelli e fu protagonista in Gli ultimi 10 giorni di Hitler (1973), che è considerato la sua più riuscita interpretazione cinematografica, anche se la critica non gli fu favorevole. Altro ruolo che solitamente è considerato uno dei suoi migliori è quello del colonnello Jock Sinclair in Whisky e gloria (1960). Inoltre ricoprì il ruolo di Jamesignora Bensignora (in inglese Jamessir Bensonmum), il maggiordomo cieco, in Invito a cena con delitto di Neil Simon (1976), e diede una straordinaria interpretazione del conte di Dorincourt nel film Il piccolo Lord (1980) di Jack Gold.

#### I film con David Lean
Guinness ebbe particolare fortuna per i suoi lavori sotto la direzione di David Lean. Dopo essere apparso in Grandi speranze (1946) e in Le avventure di Oliver Twist (1948), gli venne affidato il ruolo di protagonista ne Il ponte sul fiume Kwai (1957). Per questa sua performance nel ruolo del colonnello Nicholson, l'integerrimo militare delle giubbe rosse inglesi, vinse il premio Oscar al miglior attore protagonista. Malgrado le difficili e spesso ostili relazioni, Lean definì Guinness "il mio portafortuna", continuando a scritturarlo in altri ruoli come protagonista e caratterista: il capo arabo principe Faysal in Lawrence d'Arabia (1962), il bolscevico Yevgraf, ne Il dottor Živago (1965), il mistico professore indiano Godbole in Passaggio in India (1984). Gli venne proposto anche un ruolo in La figlia di Ryan (1970), ma egli declinò l'offerta. A quel tempo, Guinness aveva un poco "rinnegato" la collaborazione con Lean che stava cominciando a diventare per lui troppo soffocante, sebbene poi al funerale di questi lo definì come un regista "piacevole e affabile".

#### Star Wars
A partire dal 1977, il ruolo di Obi-Wan Kenobi nella trilogia originale di Star Wars portò Guinness a essere conosciuto sugli schermi internazionali da una nuova generazione, oltre a valergli la candidatura per un Golden Globe e un premio Oscar. Nelle lettere agli amici, descrisse il film come "una favola da spazzatura", ma esso venne generalmente molto apprezzato e all'attore fu anzi raddoppiato lo stipendio per spingerlo a interpretarlo anche in seguito. Malgrado la sua poca propensione per la trama, Guinness capì che il film avrebbe sbancato il botteghino e per questo contrattò col regista George Lucas l'anticipazione di una somma per la produzione in cambio del 2% dei profitti del film (Lucas aveva da contratto 1/5 dei profitti dell'intero film). Successivamente Guiness specificò che la percentuale messa nero su bianco in un contratto era in realtà appena lo 0,25%, una percentuale maggiore era solo una proposta del suo agente di cui si parlò a voce . Comunque questo fatto lo rese un attore ricco nell'ultima parte della sua vita, al punto che acconsentì nuovamente a ricoprire il ruolo di Kenobi a condizione di non contribuire ad alcuna pubblicità per promuovere il film. Dopo aver visto l'opera terminata, Guinness scrisse nel suo diario “È un film molto spettacolare e tecnicamente notevole. Emozionante, molto rumoroso ma sincero. Secondo me la battaglia finale dura cinque minuti di troppo. Alcuni dei dialoghi sono atroci e la maggior parte si confonde nel frastuono generale. Rimane comunque un'esperienza che lascia il segno”.
Abituato a un pubblico diverso, presto si stancò di venire identificato col suo ruolo in Star Wars; George Lucas sostenne che l'attore fosse rimasto deluso per il fatto che nella sceneggiatura definitiva il suo personaggio venisse ucciso, ma in un'intervista del 1999 Guinness dichiarò di essere stato lui stesso a suggerire al regista di farlo morire, così da fargli assumere maggiore rilievo. Anche se ebbe sempre una considerazione non ottimale del film, Lucas e gli altri membri del cast come Mark Hamill, Harrison Ford, Anthony Daniels e Carrie Fisher ebbero sempre parole di alto riguardo per la cortesia e la professionalità dell'attore britannico, sia sul set sia fuori. Nell'ultimo volume de A Positively Final Appearance (1997), racconta come egli una volta abbia concesso un autografo a un fan che pretendeva di aver visto Star Wars più di 100 volte, a condizione però che il ragazzo smettesse di rivedere il film, perché Guinness gli disse: "questo potrebbe avere effetti nocivi sulla tua vita". Con il passare degli anni, divenne così stufo delle nuove generazioni di spettatori che lo conoscevano solo per il ruolo di Obi-Wan Kenobi, da gettare direttamente via la posta dei fan di Guerre stellari senza nemmeno leggerla.

### Apparizioni televisive
Dagli anni '70, Guinness fece anche diverse apparizioni televisive, interpretando il ruolo di George Smiley nelle novelle di John le Carré: Tinker, Tailor, Soldier, Spy e Smiley's People. Le Carré fu così impressionato dalla sua interpretazione nel ruolo di Smiley che rimodulò le caratterizzazioni del personaggio proprio su Guinness. Una delle sue ultime apparizioni fu nel dramma della BBC Eskimo Day (1996). Per queste interpretazioni vinse due British Academy Television Award per il miglior attore.

### Premi e riconoscimenti
Guinness vinse il premio Oscar nel 1958 per Il ponte sul fiume Kwai (1957) dopo che era già stato candidato nel 1952 per il suo ruolo in L'incredibile avventura di Mr. Holland. Venne candidato nuovamente nel 1959 per La bocca della verità tratto da Joyce Cary e ottenne inoltre una candidatura all'Oscar al miglior attore non protagonista per il ruolo di Obi-Wan Kenobi in Guerre stellari nel 1977. Ricevette un Oscar alla carriera nel 1980, mentre nel 1988 ebbe un'altra candidatura come miglior attore non protagonista per Little Dorrit. Per i suoi lavori teatrali, ricevette la Evening Standard Award per la sua performance in Ross di T. E. Lawrence e per il ruolo di Dylan Thomas in Dylan.
Venne nominato Commendatore dell'Ordine dell'Impero Britannico nel 1955, e ottenne il titolo di Knight Bachelor (cavaliere) nel 1959. Nel 1991 ricevette la laurea onoraria presso l'Università di Cambridge. Tre anni più tardi, all'età di 80 anni, venne nominato Compagno dell'Order of the Companions of Honour. Guinness ricevette anche una stella all'Hollywood Walk of Fame al n.1559 di Vine Street, l'8 febbraio 1960.

### Vita privata e la conversione religiosa
Nel 1938 sposò l'attrice Merula Sylvia Salaman, dalla quale nel 1940 ebbe un figlio, Matthew, che successivamente divenne anch'egli attore. Già durante il periodo di servizio nella Royal Navy, Guinness aveva pensato di divenire un pastore anglicano. Nel 1954, mentre indossava il costume da prete cattolico durante le riprese di Padre Brown in Borgogna, venne realmente scambiato per un sacerdote da un bambino del posto. Questo particolare incontro lasciò un segno e l'attore vi ripensò anche in età avanzata.
Quando suo figlio si ammalò di poliomielite all'età di 11 anni, cominciò a frequentare la chiesa locale per pregare. Alcuni anni dopo, nel 1956, si convertì al cattolicesimo romano. Sua moglie lo seguì nel 1957 mentre Guinness si trovava in Sri Lanka per girare Il ponte sul fiume Kwai e pertanto ella poté informarlo solo a conversione avvenuta. Tutte le mattine era solito recitare un verso del Salmo 143, "Perché io possa sentire il tuo amore dalla mattina".

### La morte
Guinness morì il 5 agosto 2000, di un cancro al fegato, a Midhurst nel West Sussex. Era stato ricoverato in ospedale per curare un glaucoma, e da poco gli era stato diagnosticato anche un cancro alla prostata. Venne sepolto a Petersfield, Hampshire. La vedova, Lady Guinness, morì due mesi dopo di cancro a Petersfield, anch'ella all'età di 86 anni, e venne sepolta accanto al marito, col quale aveva convissuto per 62 anni.

## Filmografia

### Cinema
- Grandi speranze (Great Expectations), regia di David Lean (1946)
- Le avventure di Oliver Twist (Oliver Twist), regia di David Lean (1948)
- Sangue blu (Kind Hearts and Coronets), regia di Robert Hamer (1949)
- A Run for Your Money, regia di Charles Frend (1949)
- Last Holiday, regia di Henry Cass (1950)
- Un monello alla corte d'Inghilterra (The Mudlark), regia di Jean Negulesco (1950)
- L'incredibile avventura di Mr. Holland (The Lavender Hill Mob), regia di Charles Crichton (1951)
- Lo scandalo del vestito bianco (The Man in the White Suit), regia di Alexander Mackendrick (1951)
- Asso pigliatutto (The Card), regia di Ronald Neame (1952)
- Una storia di guerra (Malta Story), regia di Brian Desmond Hurst (1953)
- Il paradiso del Capitano Holland (The Captain's Paradise), regia di Anthony Kimmins (1953)
- Uno strano detective, Padre Brown (Father Brown), regia di Robert Hamer (1954)
- Due inglesi a Parigi (To Paris with Love), regia di Robert Hamer (1955)
- Il prigioniero (The Prisoner), regia di Peter Glenville (1955)
- La signora omicidi (The Ladykillers), regia di Alexander Mackendrick (1955)
- Il cigno (The Swan), regia di Charles Vidor (1956)
- Il ponte sul fiume Kwai (The Bridge on the River Kwai), regia di David Lean (1957)
- Il capitano soffre il mare (Barnacle Bill), regia di Charles Frend (1957)
- La bocca della verità (The Horse's Mouth), regia di Ronald Neame (1958)
- Il nostro agente all'Avana (Our Man in Havana), regia di Carol Reed (1959)
- Il capro espiatorio (The Scapegoat), regia di Robert Hamer (1959)
- Whisky e gloria (Tunes of Glory), regia di Ronald Neame (1960)
- Il molto onorevole ministro (A Majority of One), regia di Mervyn LeRoy (1961)
- Ponte di comando (H.M.S. Defiant), regia di Lewis Gilbert (1962)
- Lawrence d'Arabia (Lawrence of Arabia), regia di David Lean (1962)
- La caduta dell'Impero romano (The Fall of the Roman Empire), regia di Anthony Mann (1964)
- Situazione disperata ma non seria (Situation Hopeless... But Not Serious), regia di Gottfried Reinhardt (1965)
- Il dottor Živago (Doctor Zhivago), regia di David Lean (1965)
- Hotel Paradiso, regia di Peter Glenville (1966)
- Quiller Memorandum (The Quiller Memorandum), regia di Michael Anderson (1966)
- I commedianti (The Comedians), regia di Peter Glenville (1967)
- Cromwell (Cromwell), regia di Ken Hughes (1970)
- La più bella storia di Dickens (Scrooge), regia di Ronald Neame (1970)
- Fratello sole, sorella luna, regia di Franco Zeffirelli (1971)
- Gli ultimi 10 giorni di Hitler (Hitler: The Last Ten Days), regia di Ennio De Concini (1973)
- Invito a cena con delitto (Murder by Death), regia di Robert Moore (1976)
- Guerre stellari (Star Wars), regia di George Lucas (1977)
- L'Impero colpisce ancora (The Empire Strikes Back), regia di Irvin Kershner (1980)
- Blitz nell'oceano (Raise the Titanic), regia di Jerry Jameson (1980)
- Il piccolo Lord (Little Lord Fauntleroy), regia di Jack Gold (1980)
- Un incurabile romantico (Lovesick), regia di Marshall Brickman (1983)
- Il ritorno dello Jedi (Return of the Jedi), regia di Richard Marquand (1983)
- Passaggio in India (A Passage to India), regia di David Lean (1984)
- Little Dorrit, regia di Christine Edzard (1988)
- Il matrimonio di Lady Brenda (A Handful of Dust), regia di Charles Sturridge (1988)
- Delitti e segreti (Kafka), regia di Steven Soderbergh (1991)
- A Foreign Field, regia di Charles Sturridge (1993)
- Gli occhi del testimone (Mute Witness), regia di Anthony Waller (1995)

### Televisione
- La talpa (Tinker, Tailor, Soldier, Spy), regia di John Irvin - miniserie TV (1979)
- Tutti gli uomini di Smiley (Smiley's People), regia di Simon Langton - miniserie TV (1982)

## Teatro (parziale)

### Attore
- Amleto, di William Shakespeare. Noël Coward Theatre di Londra (1934)
- Romeo e Giulietta, di William Shakespeare. Noël Coward Theatre di Londra (1935)
- Il gabbiano, di Anton Čechov. Noël Coward Theatre di Londra (1936)
- Pene d'amor perdute, di William Shakespeare. Old Vic di Londra (1936)
- Come vi piace, di William Shakespeare. Old Vic di Londra (1936)
- La strega di Edmonton, di William Rowley, Thomas Dekker e John Ford. Old Vic di Londra (1936)
- Amleto, di William Shakespeare. Old Vic di Londra, Castello di Kronborg di Helsingør (1937)
- La dodicesima notte, di William Shakespeare. Old Vic di Londra (1937)
- Enrico V, di William Shakespeare. Old Vic di Londra (1937)
- Riccardo II, di William Shakespeare. Sondheim Theatre di Londra (1937)
- La scuola della maldicenza, di Richard Brinsley Sheridan. Sondheim Theatre di Londra (1937)
- Tre sorelle, di Anton Čechov. Sondheim Theatre di Londra (1938)
- Il mercante di Venezia, di William Shakespeare. Sondheim Theatre di Londra (1938)
- Il dilemma del dottore, di George Bernard Shaw. Sondheim Theatre di Londra (1938)
- Amleto, di William Shakespeare. Old Vic di Londra e tour europeo (1939)
- I rivali, di Richard Brinsley Sheridan. Old Vic di Londra (1939)
- Enrico V, di William Shakespeare. Old Vic di Londra (1939)
- Macbeth, di William Shakespeare. Sheffield Playhouse di Sheffield (1939)
- Romeo e Giulietta, di William Shakespeare. Perth Theatre di Perth (1939)
- Santa Giovanna, di George Bernard Shaw. Palace Theatre di Londra (1940)
- La tempesta, di William Shakespeare. Old Vic di Londra (1940)
- A porte chiuse, di Jean-Paul Sartre. Arts Theatre di Londra (1946)
- Re Lear, di William Shakespeare. Gillian Lynne Theatre di Londra (1946)
- Un ispettore in casa Birling, di John Boynton Priestley. Gillian Lynne Theatre di Londra (1946)
- Cyrano de Bergerac, di Edmond Rostand. Gillian Lynne Theatre di Londra (1946)
- L'alchimista, di Ben Jonson. Gillian Lynne Theatre di Londra (1947)
- Riccardo II, di William Shakespeare. Gillian Lynne Theatre di Londra (1947)
- Santa Giovanna, di George Bernard Shaw. Gillian Lynne Theatre di Londra (1947)
- L'ispettore generale, regia di Nikolaj Gogol'. Gillian Lynne Theatre di Londra (1948)
- Coriolano, di William Shakespeare. Gillian Lynne Theatre di Londra (1948)
- Cocktail Party, di T. S. Eliot. Royal Lyceum Theatre di Edimburgo (1949), Stephen Sondheim Theatre di Broadway (1950)
- Amleto, di William Shakespeare. Gillian Lynne Theatre di Londra (1951)
- Riccardo III, di William Shakespeare. Stratford Festival di Stratford (1953)
- Tutto è bene quel che finisce bene, di William Shakespeare. Stratford Festival di Stratford (1953)
- Il re muore, di Eugène Ionesco. Royal Lyceum Theatre di Edimburgo, Royal Court Theatre di Londra (1963)
- Dylan, di Sidney Michaels. Gerald Schoenfeld Theatre di Broadway (1964)
- Incidente a Vichy, di Arthur Miller. Phoenix Theatre di Londra (1966)
- Macbeth, di William Shakespeare. Royal Court Theatre di Londra (1967)
- Cocktail Party, di T. S. Eliot. Chichester Theatre Festival di Chichester, Wyndham's Theatre e Haymarket Theatre di Londra (1968)
- Habeas Corpus, di Alan Bennett. Lyric Theatre di Londra (1973)
- Yahoo, di Alec Guinness. Sondheim Theatre di Londra (1976)
- Il mercante di Venezia, di William Shakespeare. Chichester Theatre Festival di Chichester (1984)
- A Walk in the Woods, di Lee Blessing. Harold Pinter Theatre di Londra (1988)

### Regista
- La dodicesima notte, di William Shakespeare. Gillian Lynne Theatre di Londra (1948)
- Amleto, di William Shakespeare. Gillian Lynne Theatre di Londra (1951)
- Cocktail Party, di T. S. Eliot. Chichester Theatre Festival di Chichester, Wyndham's Theatre e Haymarket Theatre di Londra (1968)

### Drammaturgo
- Grandi speranze, da Charles Dickens.
- I fratelli Karamazov, da Fëdor Dostoevskij. Lyric Theatre di Londra (1946)
- Yahoo, da Jonathan Swift. Sondheim Theatre di Londra (1976)

## Doppiatori italiani
Nelle versioni in italiano dei suoi film, Alec Guinness è stato doppiato da: 
- Augusto Marcacci in Un monello alla corte d'Inghilterra, Lo scandalo del vestito bianco, L'incredibile avventura di Mr. Holland, Asso pigliatutto, La signora omicidi, Il ponte sul fiume Kwai, Whisky e gloria
- Stefano Sibaldi in Due inglesi a Parigi, Il cigno, Il capro espiatorio, La caduta dell'impero romano, Quiller Memorandum, La più bella storia di Dickens
- Giuseppe Rinaldi in Grandi speranze, Ponte di comando, Lawrence d'Arabia[36], Gli ultimi 10 giorni di Hitler, Il piccolo Lord
- Corrado Gaipa in Guerre stellari, L'Impero colpisce ancora, Il ritorno dello Jedi
- Lauro Gazzolo in Le avventure di Oliver Twist, Sangue blu (Reverendo Lord Henry D'Ascoyne)
- Nando Gazzolo in Una storia di guerra, Il nostro agente all'Avana
- Bruno Persa in Il molto onorevole ministro, Situazione disperata ma non seria
- Amilcare Pettinelli in Sangue blu (Lord Ascoyne D'Ascoyne)
- Carlo Romano in Sangue blu (Henry D'Ascoyne)
- Manlio Busoni in Il dottor Živago
- Gianrico Tedeschi in Hotel Paradiso
- Gino Cervi in Fratello sole, sorella luna
- Alberto Lionello in Invito a cena con delitto
- Sergio Fiorentini in Blitz nell'oceano
- Renato Mori in Passaggio in India
- Dante Biagioni in Delitti e segreti